# Пам'ятник Масловському Віктору Миколайовичу

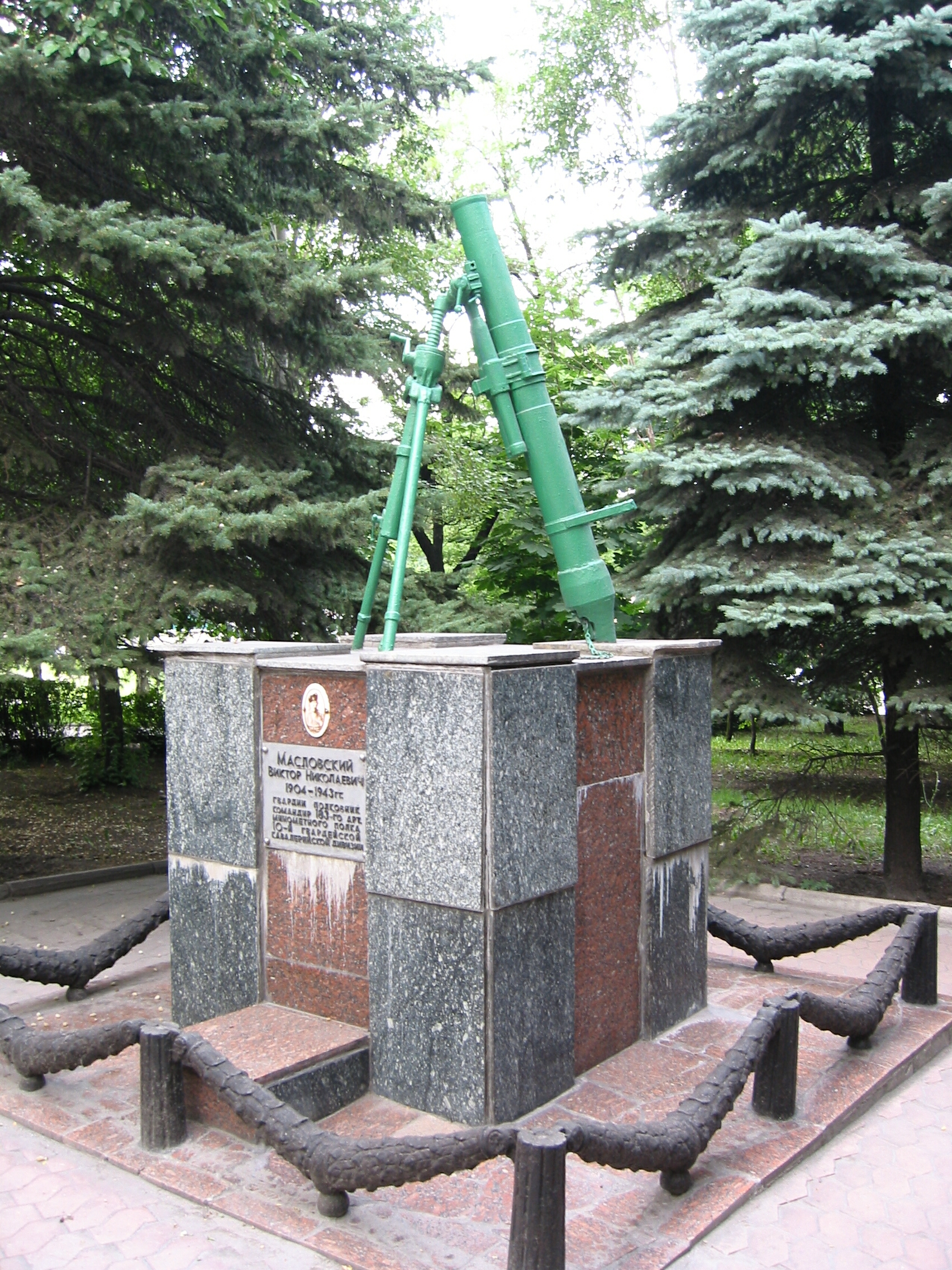
Могила Масловського Віктора Миколайовича

Пам'ятник Масловському Віктору Миколайовичу - один з пам'ятників, що розташовані в Ленінському районі міста Донецьк.

## Історія та опис пам'ятника
Пам'ятник герою було відкрито 9 травня 1965 року, у день 20-річчя Перемоги над нацистською Німеччиною  біля прохідної металургійного заводу,  у центрі історичного поселення Маслівки, що має символічне значення, оскільки сам Масловський похований поруч
Автором його вважається І. Кауфман, хоча насправді пам'ятник — це звичайний 120-міліметровий міномет, встановлений на трапецієподібний постамент. Розмір постаменту становить 1,5х1,2х1,2 метра. Навколо могили – чавунні стовпчики, пов'язані металевим вінком. Майданчик навколо пам'ятника викладено бетонними плитами.
На постаменті є меморіальна дошка із написом:
«Масловський Віктор Миколайович. 1904-1943 рр. Полковник гвардії. Командир артилерійсько-мінометного полку 4-го Українського фронту». 

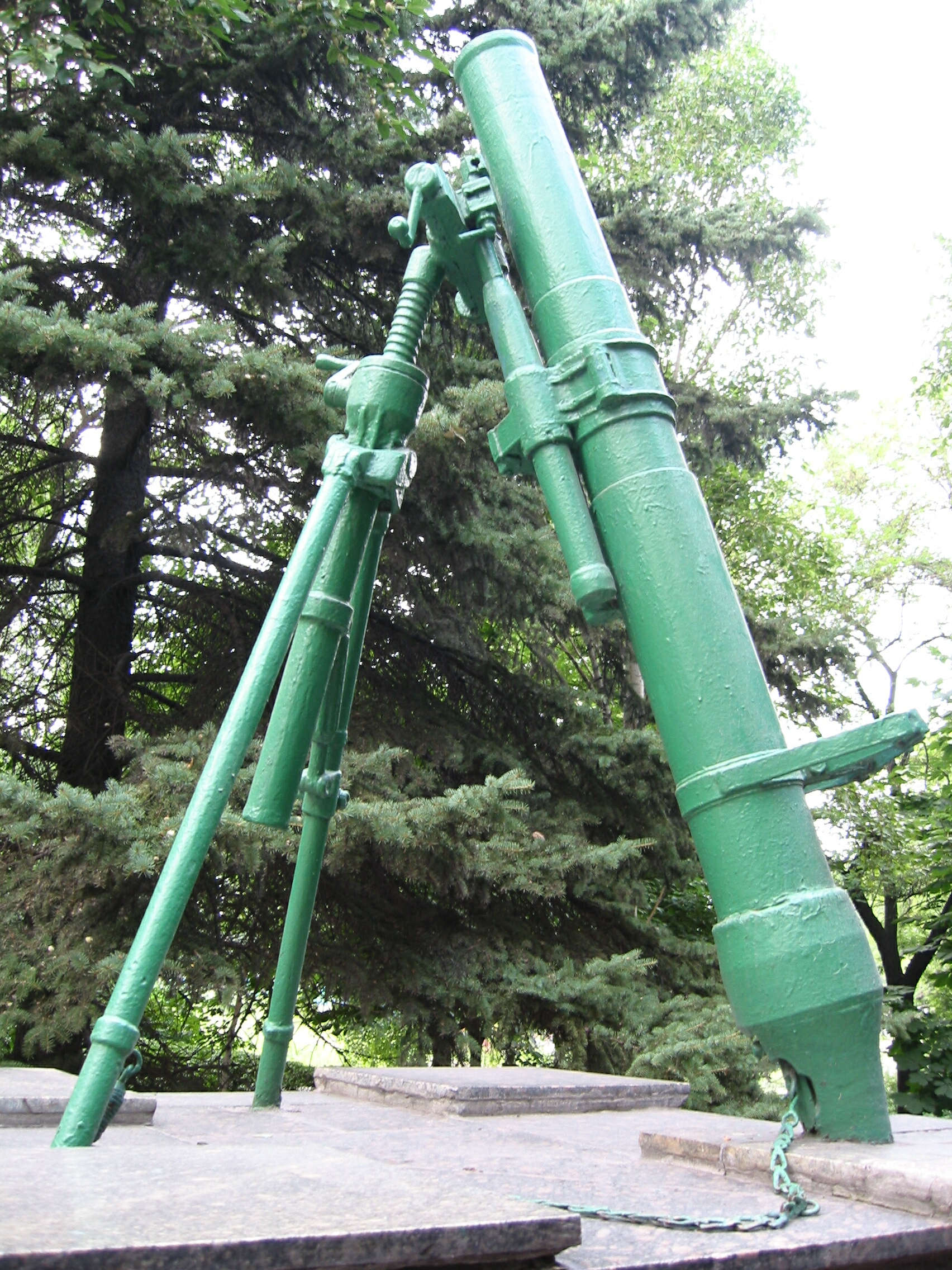
Пам'ятник Масловському Віктору Миколайовичу

Розмір меморіальної дошки – 0,6х0,4 метра. Встановлено 1965 року. Пам'ятник відображає героїчні події, пов'язані зі звільненням м. Донецька у вересні 1943 року.

## Масловський Віктор Миколайович

### Біографія
Віктор Миколайович Масловський народився 15 грудня 1904 року в місті Томську
У Червоній Армії служив з 1926 року. 1930 року закінчив Томську артилерійську школу. До початку Другої світової війни служив у військах НКВС [3]
З перших днів війни пішов на фронт, 1941 року воював під Москвою. 1942 року був переведений до Краснодара, де формувався козачий корпус, а Віктор Миколайович чудово скакав на коні, займався навіть джигітуванням. Бойове хрещення козаки-артилеристи прийняли під станицями Шкурінської та Кущевської. 20 серпня 1942 року за виявлену відвагу в боях за Вітчизну з німецько-фашистськими загарбниками, за стійкість, мужність, героїзм особового складу 149 мінометний полк був перетворений на 149 гвардійської мінометний полк і всьому особовому складу надано звання ГВАРДІЙЦІВ.
Віктор Миколайович Масловський – командир 183-го Гвардійського артилерійсько-мінометного полку, який був у складі 4-го Гвардійського Кубанського козачого кавалерійського корпусу, а також  частиною 10-ї Гвардійської Червонопрапорної Кубанської козачої дивізії Південного фронту. Його частини вели бойові дії зі звільнення Сталіно-заводського (нині Ленінського) району міста Сталіно у вересні 1943 року. У бою за селище Маслівка 8 вересня 1943 року гвардії полковник Масловський був важко поранений
Полковник Масловский помер 7 листопада 1943 року  у Донецьку, у госпіталі, що знаходився в Ленінському районі, внаслідок тяжкого поранення. На момент загибелі полковнику Масловському йшов 40-й рік. Похований поряд із прохідною металургійного заводу.

### Вшанування пам'яті
На могилі встановлено пам'ятник — міномет на постаменті. На честь В. М. Масловського в Донецьку названо вулицю, а також його ім'я носить загальноосвітня школа №29, розташована недалеко від місця поховання.

### Нагороди
Орден Вітчизняної війни I ступеня (посмертно)